# STYLE (鬼頭明里のアルバム)
『STYLE』（スタイル）は、日本の声優・歌手である鬼頭明里の1枚目のオリジナルアルバムで、2020年6月10日にポニーキャニオンから発売された。
当初は、2020年5月27日に発売予定だったが、新型コロナウィルス感染拡大による緊急事態宣言が行われたことを受け、発売日までの制作が困難となったため、6月10日に発売日が変更された。

## 制作
本アルバムは、シングル曲2曲とシングルのカップリング曲4曲に新曲7曲を加えた13曲から構成されている。
7曲目「23時の春雷少女」は本アルバムのリード曲と位置付けられており、鬼頭本人の意向でUNISON SQUARE GARDENの田淵智也に楽曲制作を依頼した。

## リリース・プロモーション

### 商品展開
初回限定盤と通常盤の2形態で発売され、初回限定盤にはシングル2曲と新曲1曲のミュージックビデオ、1stシングル&2ndシングルのイベントの舞台裏の映像が収録されたBlu-rayが同梱されている。ジャケットはウォークインクローゼットの中に人形のような表情で鬼頭が佇んでいるイメージの写真が使用されており、初回限定盤と通常盤で白と黒の衣装違いとなっている。
2020年4月30日に、収録曲である「23時の春雷少女」のミュージック・ビデオがYouTubeにて公開され、5月13日には先行配信された。また、鬼頭のアーティストオフィシャルTwitterに、5月6日まで毎日1曲ずつ、アルバムに収録されている新曲の試聴動画が公開された。

### プロモーション
初回封入特典として、特定の販売店で購入した場合は先着で各チェーン店ごとに、ブロマイドやクリアポスター、缶バッジなどの特典が配布された。
2020年5月30日に、FM802で放送されている『802 Palette』にて、収録曲「Drawing a Wish」がフルサイズでオンエアされた。
アニメイトでは、『鬼頭明里×アニメイトコラボキャンペーン』と題してキャンペーンが実施され、コラボポスター展示&プレゼントをはじめ、ご祈祷キャンペーンが2020年6月9日から6月30日まで実施された。
AKIHABARAゲーマーズ本店では、『1stアルバム「STYLE」発売記念 衣装展 in ゲーマーズ』が2020年6月9日から6月21日まで開催され、当アルバムの本人着用衣装をはじめ、「Swinging Heart」と「Desire Again」の本人着用衣装も展示された。

## 評価
リアルサウンドのコラムにおいてライターの榑林史章は、本アルバムを高く評価している。榑林は、本アルバムは多様なクリエイターが参加し多彩な曲調の曲が収録されているとし、それに対応できる鬼頭の歌唱力を柔軟であると評価した。また、鬼頭が声優として数多くの作品でキャラクターソングの歌唱を担当していることに触れ、本アルバムはそれらキャラクターソングと比較して「より本来の鬼頭明里を表現している」作品であると評した。
タワーレコードが運営するウェブサイト「mikiki」においてライターの北野創は、本アルバムでの鬼頭のボーカルを「分厚いバンド・サウンドにも埋もれない凛とした歌声」と高く評価している。また北野は、2020年12月にリアルサウンドに掲載されたコラム「2020年アニソン／声優音楽年間ベスト10」においても鬼頭の名を挙げ、本アルバムを「傑作パワーポップ盤」と評価している。

## チャート成績
| チャート                                | 最高 順位 | 出典   |
| --------------------------------------- | --------- | ------ |
| 日本・オリコン 週間CDアルバムランキング | 7         | [ 1 ]  |
| Billboard JAPAN Hot Albums              | 8         | [ 2 ]  |
| Billboard JAPAN Top Albums Sales        | 5         | [ 19 ] |

## コンサートツアー
本作の発売を受けて、鬼頭にとって初めてのコンサートツアー『鬼頭明里1st LIVE TOUR Colorful Closet』が東京を皮切りに、大阪、名古屋の全国3都市で開催された。日程は以下の通り。
| 日程          | 都道府県 | 会場                 |
| ------------- | -------- | -------------------- |
| 2020年9月22日 | 東京都   | なかのZERO 大ホール  |
| 2020年9月27日 | 大阪府   | 堂島リバーフォーラム |
| 2020年10月3日 | 愛知県   | 名古屋市公会堂       |

## アルバム収録曲
| #         | タイトル                | 作詞                      | 作曲                      | 編曲                           | 時間  |
| --------- | ----------------------- | ------------------------- | ------------------------- | ------------------------------ | ----- |
| 1.        | 「Drawing a Wish」      | 磯谷佳江                  | 小野貴光                  | 玉木千尋                       | 3:15  |
| 2.        | 「INNOCENT」            | 鶴﨑輝一                  | 鶴崎輝一                  | 鶴崎輝一                       | 4:01  |
| 3.        | 「Desire Again」        | 新田目駿(HANO)            | momo                      | 神田ジョン                     | 3:58  |
| 4.        | 「Fly-High-Five!」      | 昆真由美                  | 中山英二                  | 中山英二                       | 4:24  |
| 5.        | 「Star Arc」            | 昆真由美                  | 塚田耕平(Dream Monster)   | 塚田耕平(Dream Monster)        | 4:20  |
| 6.        | 「Always Going My Way」 | 吉田詩織                  | 立山秋航                  | 立山秋航                       | 3:54  |
| 7.        | 「23時の春雷少女」      | 田淵智也                  | 田淵智也                  | やしきん・成田ハネダ(パスピエ) | 4:21  |
| 8.        | 「dear my distance」    | 石倉誉之・yuiko           | 石倉誉之                  | 石倉誉之                       | 4:05  |
| 9.        | 「CRAZY ROCK NIGHT」    | 久保正貴(Black Butterfly) | 久保正貴(Black Butterfly) | 久保正貴(Black Butterfly)      | 4:10  |
| 10.       | 「Closer」              | shilo                     | shilo                     | Potato Parties                 | 3:16  |
| 11.       | 「Swinging Heart」      | 磯谷佳江                  | 小野貴光                  | 玉木千尋                       | 3:29  |
| 12.       | 「君の花を祈ろう」      | shilo                     | shilo                     | 白神真志朗                     | 4:19  |
| 13.       | 「Tiny Light」          | Saku                      | Saku                      | Saku                           | 4:49  |
| 合計時間: | 合計時間:               | 合計時間:                 | 合計時間:                 | 合計時間:                      | 52:21 |

| #  | タイトル                                                                | 作詞 | 作曲・編曲 |
| -- | ----------------------------------------------------------------------- | ---- | ---------- |
| 1. | 「23時の春雷少女」(MUSIC VIDEO)                                         |      |            |
| 2. | 「23時の春雷少女」(ジャケット・MV撮影 MAKING)                           |      |            |
| 3. | 「Swinging Heart」(MUSIC VIDEO)                                         |      |            |
| 4. | 「1stシングル「Swinging Heart」 店舗挨拶・リリースイベント 舞台裏映像」 |      |            |
| 5. | 「Desire Again」(MUSIC VIDEO)                                           |      |            |
| 6. | 「2ndシングル「Desire Again」 リリースイベント 舞台裏映像」             |      |            |

## 参加ミュージシャン
| Drawing a Wish - Drums：山本真央樹 - Bass：中村圭 - Guitar：玉木千尋 - Chorus：鬼頭明里 INNOCENT - Drums：竹村忠臣 - Drums Technician：北村優一 - Bass：渡辺“kagome”佑輔 - Guitar：鶴﨑輝一 - All other instruments & Programming：鶴崎輝一 Desire Again - Guitar：神田ジョン - Bass：白神真志朗 - Drums：北村望 - All other instruments & Programming：神田ジョン Fry-High-Five! - Bass：HIROTOMO - Drums：北村望 - All other instruments & Guitar：中山英二 Star Arc - Guitar：佐藤厚仁(Dream Monster) - Bass：白神真志朗 - Drums：北村望 - All other instruments：塚田耕平(Dream Monster) Always Going My Way - Vocal Direction：立山秋航 - Mixing Engineer：コバヤシタカシ | 23時の春雷少女 - Drums：髭白健 - Bass：工藤嶺(F.M.F) - Piano & Synthesizer：成田ハネダ(パスピエ) - All other instruments & Programming：やしきん(F.M.F) dear my distance - Guitar：藤井健太郎 - Bass：土井達也 - All other instruments：石倉誉之 CRAZY ROCK NIGHT - Drums：竹村忠臣 - Drums Technician：北村優一 - Bass：渡辺“kagome”佑輔 - Guitar：masaki - All other instruments & Programming：久保正貴 Closer - Drums：北村望 - All other instruments & Programming：Potato Parties Swinging Heart - Drums：山本真央樹 - Bass：中村圭 - Guitar：玉木千尋 君の花を祈ろう - Sound Direction & Production Coordinate：山田公平(APDREAM) Tiny Light - Guitars & Programming：Saku - Bass：okamu - Piano：諸見里修 - Strings：谷崎舞 Strings - 1st Violin：谷崎舞 - 2nd Violin：浮村恵梨子 - Viola：大辻ひろの - Cello：宮尾悠 |

## タイアップ
| #  | 曲名                 | タイアップ                                                                          | 出典   |
| -- | -------------------- | ----------------------------------------------------------------------------------- | ------ |
| 3  | 「Desire Again」     | BSフジ『アニソンラバーズ-Anisong Lovers-』エンディングテーマ                        | [ 22 ] |
| 8  | 「dear my distance」 | テレビアニメ『超人高校生たちは異世界でも余裕で生き抜くようです!』エンディングテーマ | [ 23 ] |
| 13 | 「Tiny Light」       | テレビアニメ『地縛少年花子くん』エンディングテーマ                                  | [ 24 ] |

## リリース日一覧
| 地域 | リリース日    | レーベル         | 規格       | 規格品番   | 形態                                              |
| ---- | ------------- | ---------------- | ---------- | ---------- | ------------------------------------------------- |
| 日本 | 2020年6月10日 | ポニーキャニオン | CD+Blu-ray | PCCG-01900 | 初回限定盤 三方背ケース仕様、別冊フォトブック付。 |
| 日本 | 2020年6月10日 | ポニーキャニオン | CD         | PCCG-01901 | 通常盤                                            |